# Anatole Hulot
Pour les articles homonymes, voir Hulot.
Anatole Auguste Hulot (né le 2 mars 1811 au Mans et mort le 22 décembre 1891) est un fonctionnaire français, qui a dirigé l'entreprise de fabrication des premiers timbres-poste de France de 1848 à 1876.

## Biographie

### Fabricant de timbres-poste

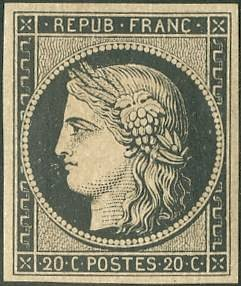
Le 20 centimes Cérès noir, premier timbre postal de France.

Anatole Hulot est fonctionnaire à la préfecture de police de Paris. Il se fait connaître de la Banque de France en aidant à la réalisation de deux billets de banque, le billet de 200 francs noir et le billet provisoire de 100 francs, car il maîtrise la galvanotypie. Cette méthode utilisant l'électrolyse permet de prendre une empreinte d'une matrice de gravure pour préparer plusieurs clichés typographiques d'impression, et donc la reproduction à l'identique d'un modèle. Le résultat est appelé un « galvano ».
Il fréquente la même loge maçonnique que Jacques-Jean Barre, Graveur général à la Monnaie de Paris. Barre l'aide à entrer dans cette institution en tant qu'adjoint au graveur général, titre obtenu en juin 1848.
En septembre 1848, il est chargé d'assurer la fabrication des premiers timbres-poste qui doivent être émis le 1er janvier 1849. De 1848 à 1851, il est d'abord employé dans le cadre d'une régie : l'administration des Postes assument les risques de l'entreprise et payent toutes les dépenses nécessaires et qu'Hulot doit justifier : dessins et gravures de Barre, fabrication du matériel d'impression, l'imprimeur et ses ouvriers, le papier, l'encre et la gomme.
Un décret transforme la régie en entreprise au 7 avril 1851. Hulot en devient le propriétaire à qui revient les bénéfices et les risques (les moyens de reproduction tels galvanos et matrices restent néanmoins la propriété de l'État). Il est rémunéré 1,50 franc pour mille timbres commandés et livrés à l'administration postale.
En 1861, il reçoit le titre de directeur de la fabrication des timbres-poste. De 1848 à 1876, dans le bâtiment de la Monnaie de Paris, il dirige ainsi, sous le contrôle de la Commission des monnaies et médailles, la fabrication des timbres au type Cérès (sauf l'émission de Bordeaux de 1870), produit les différentes évolutions des timbres à l'effigie de Napoléon III, ainsi que les timbres des Colonies au type Aigle.

### Cartes à jouer
Entre 1850 et 1853, il est chargé par l'Administration des contributions indirectes de fabriquer par ce procédé de la galvanotypie, avec Baptiste-Paul Grimaud, le jeu de cartes à jouer officiel, entre autres utilisé dans les casinos réglementés français.

### Aléas de carrière
Plusieurs faits vont cependant miner la relation entre les Postes et Hulot.
Réticent dès décembre 1855 à appliquer l'innovation britannique de la perforation par dentelure des timbres, Hulot doit se voir imposer celle-ci par l'administration fin 1861, permettant la fabrication des premiers timbres de France dentelés en 1862.
Surtout, ce sont les relations avec l'artiste-graveur qui vont s'aggraver après la mort de Jacques-Jean Barre en 1855. Son fils, Désiré-Albert, nouveau graveur général, s'entend mal avec Anatole Hulot.  La taille du poinçon à l'effigie de l'empereur lauré conduit même à un conflit entre les deux hommes qui finit devant la Commission des monnaies et médailles ; Désiré-Albert Barre est contraint de fournir un nouveau poinçon qu'il rend en novembre 1866. Barre refuse de graver le nouveau timbre grand format de 5 francs, la gravure des timbres-poste n'entrant pas dans ses attributions de Graveur général. Hulot doit plus tard utiliser des gravures et matrices antérieures de Barre père et fils pour créer les nouveaux timbres  Cérès qui lui sont demandés en 1871.
Pendant le siège de Paris, Hulot imprime les nouveaux timbres au type Cérès pour remplacer les symboles du Second Empire effondré. Pendant la Commune en 1871, il affirme avoir caché le matériel nécessaire à l'impression des Cérès, qui conduit les insurgés occupant la Monnaie de Paris à imprimer des timbres à l'effigie impériale qui sont retrouvés après la Semaine sanglante, en mai 1871.

### Fin de carrière
La paix civile revenue, Hulot parvient à innover avec les émissions Cérès de 1871 : à la place des galvanos tenant en une seule pièce de plombagine recouverte de cuivre, il utilise des planches à clichés séparés. Un cliché abîmé est plus facilement remplaçable que tout un galvano d'un seul bloc comprenant cent-cinquante images.
Cependant, ses retards (habituels depuis longtemps : l'effigie laurée était une décision de 1861, finalement émise en décembre 1862) incitent l'administration des postes à s'interroger sur le coût de l'entreprise, même si le prix payé à Hulot a été baissé à plusieurs reprises à cause du succès du timbre-poste. En 1875, il reçoit 0,60 franc pour mille timbres lors de la livraison des 500 premiers millions, puis 50 centimes par mille au-delà.
Il perd la charge de la fabrication des timbres-poste au 31 décembre 1875 au profit de l'imprimerie de la rue d'Hauteville appartenant à la Banque de France qui propose un prix de 47 centimes les mille exemplaires. Des retards dans l'impression du type Sage par la Banque de France prolongent le contrat d'Hulot jusqu'au 30 juin 1876. Il est autorisé à continuer à vivre dans son appartement dans l'hôtel des Monnaies.
Il termine au rang d'officier de la Légion d'honneur, le 14 février 1876 au titre du ministère des Finances.